# Muhammad Ali
Muhammad Ali (tidigare Cassius Marcellus Clay Jr.), född 17 januari 1942 i Louisville i Kentucky, död 3 juni 2016 i Scottsdale i Arizona, var en amerikansk professionell boxare och flerfaldig världsmästare i tungvikt. Ali, som försvarade sin titel sammanlagt 19 gånger, räknas allmänt som en av alla tiders främsta boxare och är en av de mest berömda idrottsmännen i historien.
Vid de olympiska spelen i Rom 1960 vann Clay blott 18 år gammal guld i klassen lätt tungvikt. Snart blev han, redan som utmanare till tungviktstronen i proffsboxning, känd för att på rimmande vers "förutsäga" i vilken rond hans kommande motståndare skulle falla; ett infall han praktiserade under en stor del av karriären och som både roade och retade omgivningen.
Utanför ringen gav han upphov till rubriker då han bland annat bytte namn, konverterade till islam och vägrade att inställa sig för tjänstgöring till Vietnamkriget. Alis vapenvägran gjorde att han fråntogs sina VM-titlar och 1967–1970 helt förvägrades boxningslicens. I comebacken blev han åter världsmästare och mötena med George Foreman och antagonisten Joe Frazier i mitten av 1970-talet, benämnda "The Rumble in the Jungle" och "The Thrilla' in Manila",  är båda några av boxningshistoriens mest berömda matcher.
Vid OS i Atlanta 1996 tände Ali den olympiska elden och vid OS 2012 var han som hedersgäst med under öppningsceremonin.

## Karriären
Cassius Clay, som var hans dopnamn, började vid tolv års ålder träna boxning. Hans cykel hade då nyligen blivit stulen och han berättade för polismannen Joe Martin att han ville få tag på tjuven och klå upp denne. Men polis Martin som själv var proffsboxningstränare föreslog att den unge Clay istället borde lära sig att slåss innan han gav sig på någon, och rekommenderade pojken att börja med boxning.

### OS-guld och professionell
Clay visade sig vara en naturtalang och firade snart mycket stora framgångar som amatör med ett OS-guld i lätt tungvikt som 18-åring 1960 som höjdpunkt. Efter OS blev han professionell och debuterade hösten 1960 i klassen tungvikt. Hans första tränare blev boxningsmästaren Archie Moore men dennes förespråkande av ett strikt levnadssätt ute i skogen passade inte Clay som snart bytte coach till Angelo Dundee. Den i boxningskretsar senare legendariske Dundee skulle därefter förbli hans tränare karriären ut.

### Rimmande provokatör
Cassius Clay gjorde sig snabbt känd som provokativ då han inför varje match basunerade ut att han var "störst, bäst och vackrast". Han ville också gärna förutspå i vilken rond han skulle knocka sina motståndare, vilket också slog in i flera matcher. Hösten 1962 mötte han sin förste riktigt svåra motståndare då han ställdes mot sin förra tränare och före detta världsmästaren i lätt tungvikt, Archie Moore. Moore ansåg att han hade mycket goda chanser att besegra Clay som svarade med att "Archie Moore must fall in four" (Archie Moore ska falla i rond fyra), en spådom som verkligen slog in då Clay vann på KO i just denna rond. Året därpå, 1963, mötte han engelsmannen Henry Cooper i en match som skulle kvalificera vinnaren till ett möte med världsmästaren Sonny Liston. Clay var illa ute i rond 4 då han synade golvet men räddades av att ronden tog slut. Dundee gjorde sedan domaren uppmärksam på att hans adept hade en trasig handske och måhända hjälpte den extratid det tog att ordna en ny handske Clay att återhämta sina krafter. I följande rond gick han ut hårt och träffade Cooper med ett par kraftiga slag som rev upp ett jack vid engelsmannens vänstra öga som snart blödde så ymnigt att domaren inte hade något annat val än att bryta matchen. Detta i rond 5 – precis som förutspått.

### Världsmästare och namnbyte
Efter 19 raka segrar fick Clay 25 februari 1964 möta världsmästaren Sonny Liston i Miami. Mästaren Liston var klar favorit och under morgonens invägning hade Clay, med en puls på 120, betett sig högst okonventionellt, skrikandes okvädingsord till Liston om vad som skulle hända med honom och att han själv (Clay) inte kunde besegras. Journalister på plats hade tytt det hela som ett uttryck för Clays oro inför matchen och hans utspel sågs som hysteriska. Rykten att Clay inte ens skulle dyka upp till match började florera.
Clay dök emellertid upp; och levererade precis det han sagt han skulle göra. Han lyckades med sitt suveräna fotarbete och sina snabba reflexer utmanövrera och trötta ut Liston vilket fick mästaren att ge upp i pausen till sjunde ronden; efter matchen hävdandes att han ådragit sig en axelskada. Clay hävde sig därpå mot repen och skrek "Ät upp era ord!" till de journalister, 43 av 46 på plats, som innan matchen menat att Liston skulle behålla titeln.

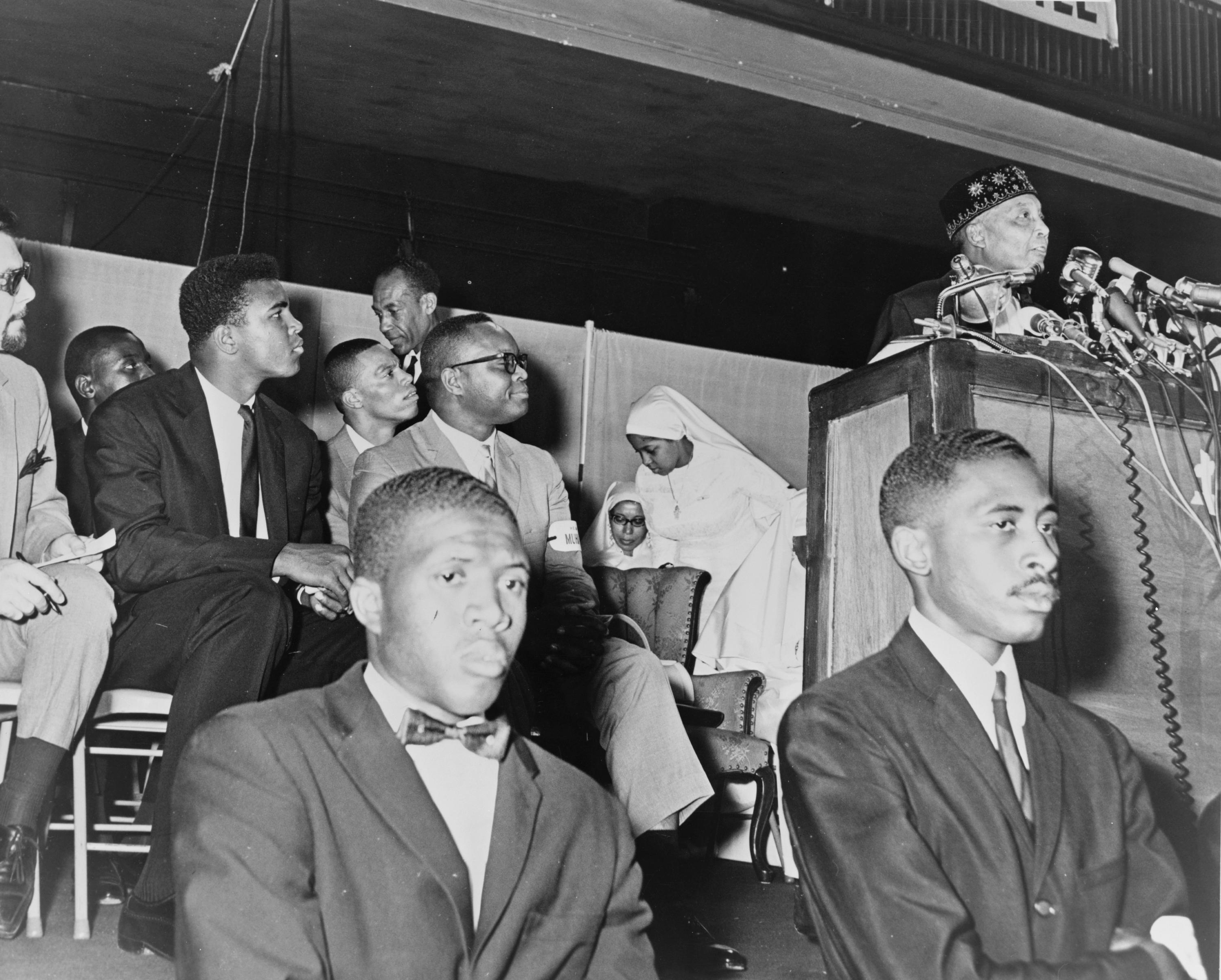
Ali på ett möte med Elijah Muhammad.

Dagen efter att Clay blivit mästare meddelades det att han anslutit sig till Nation of Islam och bytt namn till Muhammad Ali. Affärsmännen från Louisville som skött hans affärer och fungerat som managers fick nu träda åt sidan. Ny manager blev istället Herbert Muhammad, son till Elijah Muhammad, Nation of Islams ledare, och denne förblev sedan Alis manager karriären ut.

### Fantomslaget

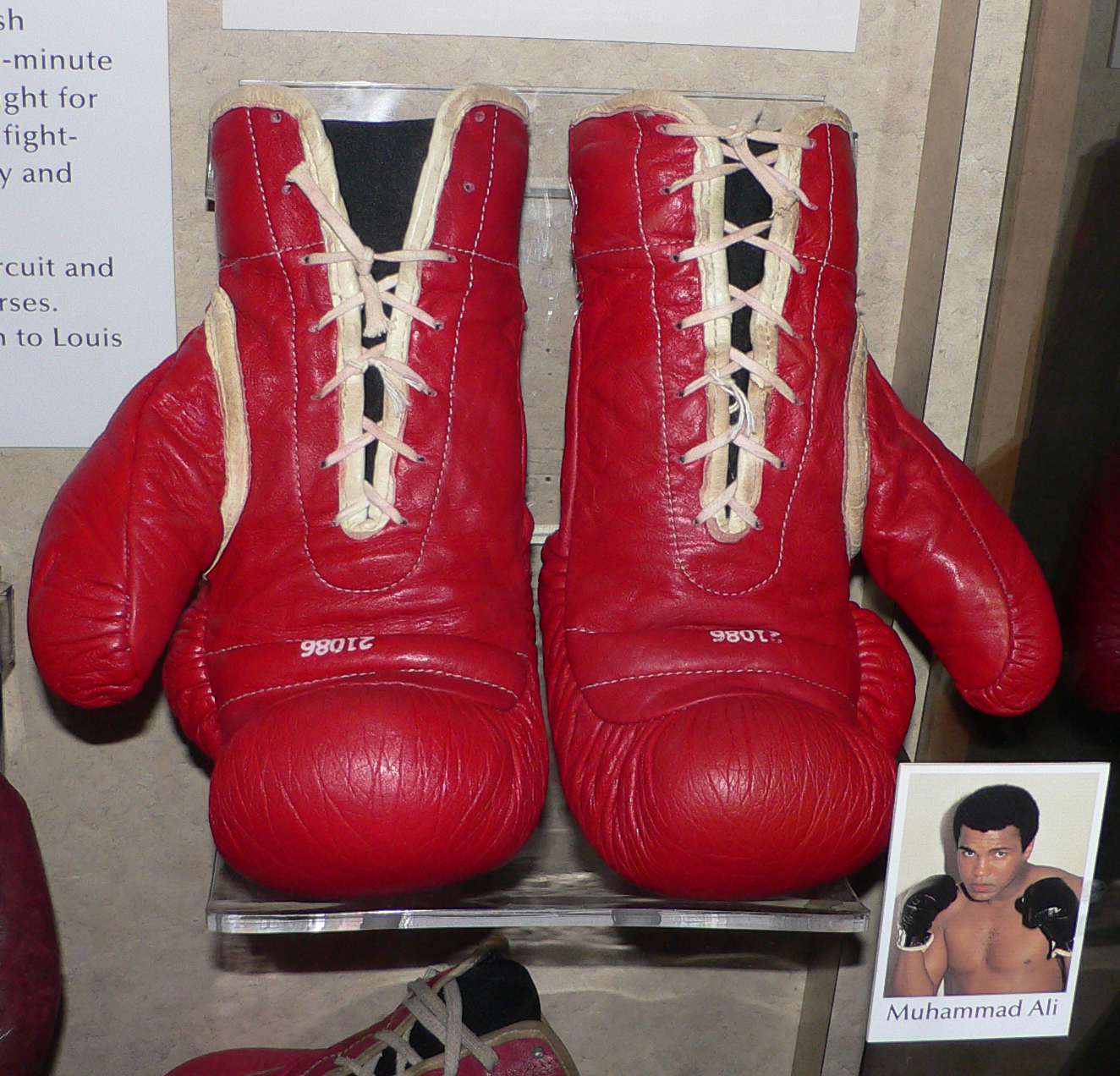
Alis handskar på museum.

I returmatchen ett år senare knockades Liston redan i första ronden, i vad som av många boxningsexperter beskrevs som en så kallad "läggmatch". Ali, som han nu kallade sig, hade golvat Liston med ett högerslag som inte såg speciellt hårt ut och vad som i efterhand benämndes som "The phantom punch" - ett slag som ingen vet om det verkligen träffade. Liston uppgav efter matchen att slaget inte varit speciellt hårt, men att han inte kunde resa på sig eftersom ringdomaren (tidigare världsmästaren Jersey Joe Walcott) inte hade fört Ali till neutral ringhörna. Dessutom hade han aldrig hört någon räkning. Walcott hann aldrig räkna till tio, men då Liston kommit på fötter och matchen fortsatt blev han från ringside uppmärksammad på hur länge Liston varit nere och bröt då matchen, höjandes Alis hand i luften som tecken. Nat Fleischer, legendarisk grundare av The Ring Magazine, satt vid ringside och menade att det inte var något fel på slaget, att Liston blivit nedslagen på "ett riktigt sätt" med ett "korkskruvsslag".. Problemet var att matchen aldrig skulle ha brutits då Ali inte kom till neutral hörna och Liston inte fick ordentlig information om hur länge han varit nere.
Listons offentliga hållning var under resten av sitt liv att han inte lagt sig, men under ett privat samtal med en reporter på Sports Illustrated många år senare, uppges Liston ha sagt att: "Den där killen [Ali] var galen. Jag ville inte ha något att göra med honom. Och muslimerna som var på frammarsch. Jag ville inte ha de problemen. Så jag gick ner, jag blev inte träffad."
Under de följande åren förlorade Ali inte en enda match och försvarade titeln 9 gånger. Bland motståndarna som besegrades fanns ex-världsmästaren Floyd Patterson, tyske Karl Mildenberger, Cleveland Williams och Ernie Terrell.

### Sverigebesöket
Ali ankom 5 augusti 1965 till Stockholm med SAS-planet Vistur Viking, efter en uppvisning i Puerto Rico. Han uttalade sig då inför pressen: "Jag är i Sverige för att tjäna pengar! Hela livet har jag drömt om att bli rik, få resa, äga dyra föremål. Nu känner alla mig, alla vill se mig - Jag möter vem som helst, 'kaninen Floyd', eller 'skurgumman Chuvalo'. Jag har ingen överman och försöker expediera dem lika snabbt som 'den stora stygga björnen Liston'... men Floyd ligger bäst till". Han sade också att han tyckte att det skulle vara trevligt att få hälsa på Ingemar Johansson som han senare skulle få träffa som hastigast i september året därpå när Ingemar blev presenterad i ringen innan Ali mötte Karl Mildenberer i Stuttgart, Västtyskland. Den 6 augusti 1965 hade Ali uppvisningscirkus på Gröna Lund.

### Avstängningen
I maj 1967 fråntogs Ali titeln. Den formella orsaken var att han vägrade göra sin militärtjänst i Vietnam. Först dömdes han till fem års fängelse och 10 000 dollar i böter, men domen ändrades senare till fem års avstängning från boxning i USA. Han blev även fråntagen sitt pass, så även om avstängningen formellt bara gällde USA fanns ingen möjlighet för honom att komma runt avstängningen genom att boxas i utlandet.
Ali gick nu ingen match under nästan tre år. Han förlorade en första strid i domstolen för att upphäva domen och tjänade sitt uppehälle genom att åka runt och föreläsa på högskolor. Han var den första rikskända offentliga personen som öppet gick ut med en åsikt mot Vietnamkriget. Han hade, som han givit uttryck för, ingen anledning att åka och kriga i Vietnam och menade att han, och andra svarta, behandlades sämre i USA: "Man, I ain't got no quarrel with them Viet Cong. No Vietcong ever called me nigger."

### Comebacken
I slutet av 1960-talet hade motståndet mot kriget vuxit i USA, och allt fler krävde att Alis avstängning skulle hävas. 1968 hade två världsmästare korats, Jimmy Ellis och Joe Frazier. Detta hindrade emellertid inte att många räknade Ali som den riktige mästaren, däribland "boxningsbibeln" The Ring Magazine. Först efter det att Frazier enat titeln efter att 1970 ha besegrat Jimmy Ellis erkände The Ring honom som den "riktige" mästaren.
Hösten 1970 kunde Ali göra comeback och besegrade "det vita hoppet", Jerry Quarry, på TKO i rond 3 (Quarry skadad vid ena ögat). Efter ytterligare en seger mot argentinaren Oscar Bonavena var allt klart för ett möte mot världsmästaren Joe Frazier. I förhandsreklamen kallades mötet, som ett antal stora matcher innan dess gjort, för "Århundradets match". Frazier vann matchen i New York i mars 1971 på poäng där Ali för blott tredje gången i sin karriär synat golvet, detta i 15:e och sista ronden. Det talades snabbt om en returmatch men den kom inte till stånd. Istället gick Ali en rad matcher där han utan större problem besegrade hela världseliten under Frazier fram tills han överraskande förlorade på poäng mot Ken Norton. Ali funderade nu på att lägga handskarna på hyllan, men tänkte om och besegrade sex månader senare Norton på poäng i ett returmöte.
Under tiden hade Ali även överklagat beslutet om avstängningen till USA:s högsta domstol. 28 juni 1971 meddelades dom och samtliga ledamöter i USA:s supreme court förklarade att domen mot Ali fyra år tidigare var olaglig. De skäl som Ali angett, i första hand att hans religiösa tro och samvete förbjöd honom att döda en annan människa var ett giltigt motiv för att vägra göra militärtjänst. Den amerikanska staten hade hela tiden hävdat att Alis motiv varit politiska.

### Åter världsmästare

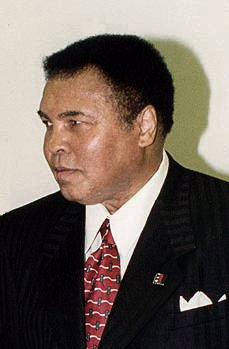
Muhammad Ali 2005.

I januari 1973 förlorade Frazier överraskande VM-titeln till George Foreman. Ett år senare möttes Ali och Frazier en andra gång i en kvalmatch för att få möta Foreman, där Ali fick sin revansch när han vann på poäng efter 15 nya hårda ronder. Matchen mot Foreman gick i Kinshasa, Zaire, 30 oktober 1974 där den obesegrade 25 år unga mästaren, som vunnit 38 av 41 matcher på KO, var storfavorit mot den 32-årige Ali. Den nye mästaren ansågs redan då vara den hårdast slående tungviktaren i historien och Ali gavs inte stora chanser att återta sin titel. Utmanaren överraskade emellertid alla med en ny taktik där han utnyttjade det faktum att Foreman var ovan att gå långa matcher. Hans strategi (i eftermälet kallad "Rope-a-dope") att trötta ut den fruktade knockoutkungen fungerade perfekt. I åttonde ronden var Foreman slutkörd efter att i den tryckande värmen ha slagit sig trött och blev ett enkelt byte när Ali gick på offensiven och efter en serie träffar fått mästaren i golvet för att vinna på knockout. Cirka 70 000 människor hade sett matchen på plats som redan i förspelet (av promotorn Don King) döpts till The rumble in the jungle.
Ali försvarade sedan titeln 4 gånger under 1975; det sista av dessa titelförsvar var en tredje match mot Joe Frazier. Matchen, känd som The Thrilla in Manilla (döpt av Ali i dennes uppsnack inför matchen), genomfördes i Quezon City på Filippinerna den 1 oktober 1975. Tillställningen blev mycket hård där de båda boxarna gav allt. Slutligen bad Fraziers tränare Eddie Futch domaren att bryta matchen i pausen till 15:e och sista ronden. Ali erkände efter matchen slutligen sin gamle antagonist - som han många gånger öppet hånat - som en värdig motståndare och menade att han verkligen fått jobba för segern: "Jag får alltid de jag möter att ta fram det bästa de har, men Joe Frazier, det säger jag nu till hela världen, han tar fram det bästa i mig. Jag ska säga er, det där är en jävel till man, och Gud bevare honom." Matchen har i eftermälet nämnts som "en av de bästa matcherna i boxningshistorien".
1975 var även året då Nation of Islam splittrades och Ali anslöt sig till grenen som tog upp sunni-islam.

### Slutet
Ali behöll titeln till 1978 då han oväntat förlorade på poäng mot Leon Spinks. I en returmatch ett halvår senare tog Ali revansch och blev mästare en tredje gång. Ett år senare avsade han sig titeln och drog sig tillbaka, men redan hösten 1980 var han tillbaka i ringen för att försöka bli mästare en fjärde gång. Denna gång var Ali dock chanslös mot den nye mästaren Larry Holmes, och hans tränare genom alla år, Angelo Dundee, stoppade matchen efter 10 ronder. Efter ytterligare en misslyckad comeback 1981 som slutade med en poängförlust mot Trevor Berbick lade Ali handskarna på hyllan för gott.
I tredje världen var Ali mycket uppskattad, vilket tydligt märktes i Foremanmatchen. Världens genom tiderna kanske mest kände idrottsman fick oväntat tända OS-elden i Atlanta 1996, vilket visade hans nya ställning i hemlandet. Han fick även en ny guldmedalj för OS-segern 1960. Den första hade han enligt egen utsago slängt i Ohiofloden i protest mot rasismen i USA. Andra menar dock att medaljen försvunnit efter en flytt.
Han tilldelades Ellis Island Medal of Honor 1986, det första året som utmärkelsen gavs. Han mottog utmärkelsen vid en ceremoni den 27 oktober 1986 på Ellis Island, samtidigt som bland andra Rosa Parks och Donald Trump.

## Boxningsstil
Muhammad Ali anses enligt boxningsexpertisen i yngre år ha haft det bästa fotarbete och de snabbaste reflexer som en tungviktsmästare någonsin har haft. Han karakteriserade själv sin stil när han inför första mötet med Liston 1964 på pressens frågor om sin taktik mot den segertippade mästaren svarade att han avsåg att "...dansa som en fjäril och sticka som ett bi." (eg. "flyta fram" som en fjäril i ordagrann översättning). Uttrycket blev sedan synonymt med Ali efter den överraskande segern i titelmatchen.
Fram till avstängningen 1967 var Ali allt som oftast betydligt snabbare än motståndarna och trots att han ofta släppte garden var han väldigt svårträffad. Visserligen synade han golvet mot Henry Cooper och Joe Frazier men det var sällan motståndarna kunde träffa honom med hårda slag. Däremot anses han långt ifrån ha varit den mest hårdslående tungviktsmästaren. Han kompenserade dock detta med blixtrande snabba slag och kombinationer och vann därför - framförallt i början av sin proffskarriär - relativt ofta på knockout.
Med ålderns rätt blev Ali emellertid långsammare och klarade inte längre av att dansa runt sina motståndare. Ofta använde han sig då av den s.k. "Rope-a-dope-taktiken", för första gången benämnd så i segermatchen mot George Foreman 1974. Taktiken gick i korta drag ut på att luta sig med ryggen mot repen, låta dem absorbera slagkraften, gardera huvudet, låsa motståndaren och satsa på kontringar när tillfälle gavs. .

## Efter karriären

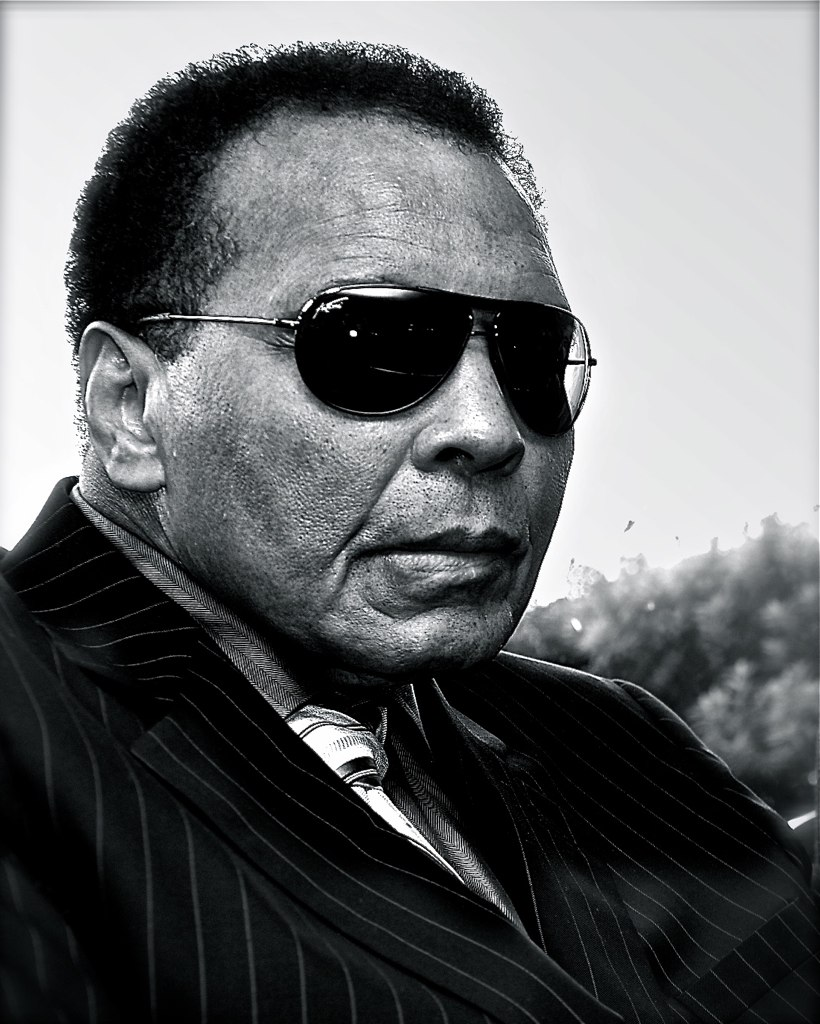
Ali 2011.

Några år efter att Alis karriär var slut upptäcktes att han drabbats av Parkinsons sjukdom, och han fick svårt att gå och talade långsamt. Han levde på ålderns höst ett tillbakadraget liv i Michigan tillsammans med sin fjärde fru, och barndomsvän från Louisville, Yolanda ("Lonnie") Williams.
Trots att Ali var svårt märkt av sjukdomen och gjorde få offentliga framträdanden var han en känd och uppskattad person i en stor del av världen. Under sin tid som aktiv boxare tjänade han stora pengar, men engagerade sig samtidigt, redan under sin aktiva karriär, starkt i kampen mot rasism och sociala orättvisor.
En av hans sju döttrar, Laila Ali, blev likt sin far en stor stjärna inom boxning där också hon blev världsmästare. Ali var dessutom far till två pojkar, varav en adopterad.
Muhammad Ali togs in på sjukhus för andningssvårigheter i början av juni 2016. Till att börja med verkade prognosen god, men tillståndet förvärrades och han avled i septisk chock den 3 juni 2016, 74 år gammal.

## I kulturen
År 2004 skrev Ali boken En fjärils själ tillsammans med sin dotter Hana Yasmeen Ali. I boken skrev Ali om sitt liv, både i och utanför ringen. En stor del av boken handlar också om hans muslimska tro.
Muhammad Alis liv har skildrats i flera dokumentärer och filmer. År 2001  spelade Will Smith boxaren i filmen Ali. Boxningsspelet Muhammad Ali Heavyweight Boxing är uppkallat efter honom.

### Webbkällor
- Alis matchstatistik på boxrec.com

### Fotnoter
1. ↑  ”Boxing legend Muhammad Ali dies aged 74” (på brittisk engelska). BBC News. http://www.bbc.com/news/world-us-canada-16011175. Läst 4 juni 2016.
2. ↑  "Was Ali the Greatest Heavyweight?". Boxinginsider.com. Läst 20121213.
3. ↑  "Sugar Ray Robinson wins split decision from Ali". ESPN. 6 sep, 1999. Läst 20121213.
4. ↑  "ESPN Classic Ringside: Top 10 Heavyweights". Amazon.com. Läst 20121213.
5. ↑  Plimpton, George (June 14, 1999). "MUHAMMAD ALI: The Greatest". Arkiverad 13 december 2012 hämtat från the Wayback Machine. TIME. Läst 20121213.
6. ↑  "Muhammad Ali". University of Florida Arkiverad 31 maj 2008 hämtat från the Wayback Machine.. Läst 20121213
7. ↑  Ali Biografi på gale.com Arkiverad 10 februari 2011 hämtat från the Wayback Machine.
8. ↑  "About Archie Moore" webgalleria.com, The source for the finest Muhammad Ali memorabilia, läst 20121214
9. 1 2  ”Muhammad Ali vs. Henry Cooper (1st meeting) - BoxRec”. boxrec.com. http://boxrec.com/media/index.php/Muhammad_Ali_vs._Henry_Cooper_(1st_meeting). Läst 12 december 2015.
10. ↑  TV-sändning av matchen, originalklipp
11. 1 2  Lipsyte, Robert Ali upset NY Times, 26 feb 1964, webbavskrift, läst 20121214
12. ↑  Goldstein, Richard (27 augusti 2008). ”The New York Times”. ISSN 0362-4331. http://www.nytimes.com/2008/08/28/sports/othersports/28muhammad.html. Läst 12 december 2015.
13. 1 2  "Interviews with the Legends of Boxing (Part 2)." Intervju med Nat Fleischer, coxcorner.com, läst 20121214
14. ↑  Puma, Mike Liston was trouble in and out of ring espn.go.com, läst 20121214
15. 1 2 3 4  ”BoxRec - Muhammad Ali”. boxrec.com. http://boxrec.com/boxer/180. Läst 9 december 2015.
16. ↑  Panorama 65 - en bokfilm från Bonniers Folkbibliotek, red. Per-Erik Lindorm, Albert Bonniers förlag, Stockholm 1965 s. 171
17. ↑  ”Muhammad Ali refuses to fight in Vietnam war: From the archive, 27 April 1967”. the Guardian. http://www.theguardian.com/theguardian/2013/apr/29/muhammad-ali-refuses-to-fight-in-vietnam-war-1967. Läst 9 december 2015.
18. ↑  "Muhammad Ali Biografi"
19. 1 2  ”Muhammad Ali - in his own words”. BBC Sport. http://www.bbc.com/sport/boxing/16146367. Läst 12 december 2015.  ”"I always bring out the best in men I fight, but Joe Frazier, I'll tell the world right now, brings out the best in me. I'm gonna tell ya, that's one helluva man, and God bless him."”
20. ↑  Floyd Patterson: A Boxer and a Gentleman - Sida 221 - Google böcker books.google.se/books?isbn=0786439505, läst 20121213
21. ↑  http://edition.cnn.com/2012/07/27/sport/olympics-muhammad-ali/index.html
22. 1 2  "Thirty Years Ago: Ali And Foreman Rumbled In The Jungle"[död länk] eastsideboxing.com, läst 20121214
23. 1 2  ”Muhammad Ali - BoxRec”. boxrec.com. http://boxrec.com/media/index.php?title=Human:180. Läst 9 december 2015.
24. ↑  The thrilla in Manila espn.com, läst 20121213
25. ↑  ”What Happened to Ali's Gold Medal?”. Examiner.com. http://www.examiner.com/article/what-happened-to-ali-s-gold-medal. Läst 9 december 2015.
26. ↑  NYT (16 oktober 1986). ”Recipients of Ellis Island Awards”. New York Times. Läst 28 mara 2019.
27. ↑  Float like a... Arkiverad 16 november 2012 hämtat från the Wayback Machine.
28. ↑  ”The Men Who Could Beat Ali”. coxscorner.tripod.com. http://coxscorner.tripod.com/beat_ali.html. Läst 9 december 2015.
29. ↑  ”Mike Tyson vs. Muhammad Ali: An In-Depth Analysis of Who Would Really Win”. Bleacher Report. http://bleacherreport.com/articles/582929-mike-tyson-versus-muhammad-alian-in-depth-analysis-of-who-would-really-win. Läst 9 december 2015.
30. ↑  Boxing strategy in Ali Foreman fight
31. ↑  ”Top 10 Richest Boxers 2019 | Net Worth And Salary Details” (på amerikansk engelska). sportsshow.net. 14 september 2019. https://sportsshow.net/richest-boxers/. Läst 29 september 2019.
32. ↑  Starkey, Brando Simeo (8 juni 2016). ”Prepare for Muhammad Ali to be Kinged” (på amerikansk engelska). The Undefeated. https://theundefeated.com/features/prepare-for-muhammad-ali-to-be-kinged/. Läst 29 september 2019.
33. ↑  Jill Martin (3 juni 2016). ”Muhammad Ali hospitalized with respiratory issue” (på engelska). CNN. http://edition.cnn.com/2016/06/02/us/muhammad-ali-hospitalized-with-respiratory-issue/. Läst 13 oktober 2023.
34. ↑  Jon Schuppe (4 juni 2016). ”Muhammad Ali Died of Septic Shock, Will Be Honored at Public Funeral: Spokesman” (på engelska). NBC News. https://www.nbcnews.com/news/sports/muhammad-alis-hometown-louisville-honors-late-boxer-our-inspiration-n585816. Läst 13 oktober 2023.